# نکست
نکست (به انگلیسی: NeXT) بعدتر با نام‌های نکست کامپیوتر (به انگلیسی: NeXT Computer, Inc.) و نکست سافتور (به انگلیسی: NeXT Software, Inc.) عنوان شد، یک شرکت کامپیوتری و نرم‌افزاری آمریکایی بود که در سال ۱۹۸۵ توسط استیو جابز، یکی از بنیانگذاران اپل، پایه‌گذاری شد. این شرکت که در ردوود سیتی در ایالت کالیفرنیا قرار داشت، دسته‌های مختلفی از کامپیوترهای ایستگاه کار با کاربری آموزش عالی و تجارت طراحی و تولید می‌کرد. جابز پس از اخراج از اپل، این شرکت را به همراه تعدادی از همکاران خود پایه‌گذاری کرد. نکست کامپیوتر در سال ۱۹۸۸ و نسخه کوچک‌تر آن به نام نکست‌استیشن در سال ۱۹۹۰ معرفی شد. کامپیوترهای شرکت نکست فروش نسبتاً محدودی داشتند و مجموع کل دستگاه‌ها ارسالی آن‌ها حدود ۵۰ هزار عدد بود؛ با این حال سیستم عامل شیءگرای آن‌ها به نام نکست‌استپ و محیط استقرار نرم‌افزارش به نام اینترفیس بیلدر، در دنیای رایانه بسیار تأثیرگذار بودند.
راس پرو اولین سرمایه‌گذار عمده نکست بود که بعد از دیدن قسمتی در مورد این شرکت در مستند کارآفرینان شبکه پی‌بی‌اس تصمیم به این کار گرفت. پرو در سال ۱۹۸۷ در ازای ۱۶ درصد سهام نکست، ۲۰ میلیون دلار در این شرکت سرمایه‌گذاری کرد و سپس در سال ۱۹۸۸ به هیئت‌مدیره آن پیوست.
شرکت نکست بعدتر بخش قابل‌توجهی از نکست استپ را به عنوان یک رابط برنامه‌نویسی کاربردی به نام اوپن‌استپ منتشر کرد. نکست در سال ۱۹۹۳ برای تمرکز بر بازاریابی «اوپن‌استپ فور ماک» از صنعت سخت‌افزار خارج شد. اوپن استپ فور ماک، نسخه مخصوص اوپن‌استپ برای تولیدکنندگان تجهیزات اصلی بود.

## تاریخچه

### پس‌زمینه
استیو جابز، یکی از بنیانگذاران اپل، در سال ۱۹۸۵ رئیس بخش سوپرمیکرو در این شرکت بود. این بخش مسئولیت توسعه کامپیوترهای شخصی مکینتاش و لیسا را برعهده داشت. مکینتاش در محیط‌های دانشگاهی موفق شد و بخشی از این موفقیت مدیون کنسرسیوم دانشگاهی اپل بود. این کنسرسیوم به دانشجویان و موسسات آموزشی اجازه می‌داد که کامپیوترهای اپل را با تخفیف بخرند.: ۵۶، ۶۷  کنسرسیوم دانشگاهی اپل تا فوریه ۱۹۸۴ بیش از ۵۰ میلیون دلار درآمد کسب کرده‌بود.
استیو جابز برای فروش مکینتاش به دانشگاهیان از دانشکده‌ها و درپارتمان‌های آموزشی بازدید می‌کرد. جابز در یک مراسم ناهار رسمی برای گرامیداشت فرانسوا میتران، رئیس‌جمهور وقت فرانسه، که در سیلیکون ولی برگزار شده‌بود، پل برگ، از برندگان جایزه نوبل شیمی، را ملاقات کرد.: 72 